# Рауль Карденас
Рауль Карденас де ла Вега (ісп. Raúl Cárdenas de la Vega; 30 жовтня 1928, Мехіко — 25 березня 2016) — мексиканський футболіст, захисник, півзахисник. По завершенні ігрової кар'єри — відомий футбольний тренер.
Посідає 5-е місце у списку IFFHS «Найкращі футболісти Центральної і Північної Америки XX сторіччя».

## Клубна кар'єра
У чемпіонаті Мексики дебютував 1947 року у складі «Реал Еспаньї». На початку 50-х років грав за «Гвадалахару», «Депортіво Марте» та «Пуеблу».
В 26 років перейшов до клубу «Сакатепек», у складі якого провів одинадцять сезонів. По два рази вигравав чемпіонат та кубок Мексики.

## Виступи за збірну
На лондонську Олімпіаду поїхав наймолодшим гравцем у складі національної збірної. У дебютному матчі на 23 хвилині зрівняв рахунок, але фінальний свисток зафіксував перемогу суперника — збірної Кореї (5:3).
У складі збірної був учасником трьох чемпіонатів світу: 1954 року у Швейцарії, 1958 року у Швеції та 1962 року у Чилі. В останньому матчі Карденаса за збірну Мексика виграла свій перший поєдинок на світових чемпіонатах: перемога над майбутнім віце-чемпіоном, збірною Чехословаччини, з рахунком 3:1.

## Кар'єра тренера
Розпочав тренерську кар'єру у «Крус Асулі». Найуспішніший наставник в історії команди: виграв три кубка чемпіонів, п'ять чемпіонатів, два суперкубка та одного разу кубок Мексики.
Протягом 1968—1970 років роботу в клубі поєднував з посадою головного тренера збірної. Очолював національну команду у домашньому для Мексики чемпіонаті світу. Під його керівництвом збірна провела 31 матч: 14 перемог, 9 нічиїх та 8 поразок.
Три сезони працював з столичною «Америкою». Виграв міжамериканський кубок, кубок чемпіонів, чемпіонат та суперкубок Мексики.
В 1979 році, вдруге в своїй кар'єрі, був призначений на посаду головного тренера національної збірної. Під його керівництвом збірна Мексики, протягом трьох років, провела 28 матчів: 11 перемог, 11 нічиїх та 6 поразок.
Працював директором академії футбольних тренерів Мексики.
Тренерську діяльність закінчив у 1998 році у команді «Пуебла».

## Титули та досягнення

### Футболіст
- Чемпіон Мексики (2): 1955, 1958
- Володар кубка Мексики (3): 1953, 1957, 1959
- Фіналіст кубка Мексики (2): 1951, 1958

#### Рейтинги
- 5-е місце у рейтингу IFFHS «Найкращі футболісти Центральної і Північної Америки XX сторіччя».

### Наставник
- Володар кубка чемпіонів КОНКАКАФ (4): 1969, 1970, 1971, 1977
- Володар міжамериканського кубка (1): 1978
- Чемпіон Мексики (6): 1969, 1970(М), 1972, 1973, 1974, 1976
- Віце-чемпіон Мексики (1): 1970
- Володар кубка Мексики (1): 1969
- Фіналіст кубка Мексики (2): 1974, 1976
- Володар суперкубка Мексики (3): 1969, 1974, 1976

## Статистика
| Турнір            | Матчі | Голи |
| ----------------- | ----- | ---- |
| Збірна Мексики    | 38    | 3    |
| Чемпіонат Мексики | 335   | 37   |
| Кубок Мексики     | 71    | 5    |
| Всього            | 444   | 45   |